# 101号美国国道俄勒冈州段
101号美国国道（英語：U.S. Route 101）俄勒冈州段是俄勒冈州一条南北方向的美国国道。全长347英里。自南端的布魯金斯起，沿途經過奧福德港、庫斯貝、紐波特，最終抵達阿斯托里亞。